# Następny piątek
Następny piątek (oryg. Next Friday) – amerykański film komediowy z 2000 roku w reżyserii Steve’a Carra. Kontynuacja filmu Piątek z 1995 roku.

## Obsada
- Ice Cube – Craig Jones
- T Bone Burnett – D’Wana
- Mike Epps – Day-Day Jones
- Don Curry – Wujek Elroy Jones
- John Witherspoon – Pan Jones
- Tommy Lister Jr. – Deebo
- Kim Whitley – Suga
- Justin Pierce – Roach